# Trachyodontium
Trachyodontium là một chi rêu trong họ Pottiaceae.